# Kanton Saint-Calais
Kanton Saint-Calais is een kanton van het Franse departement Sarthe. Kanton Saint-Calais maakt deel uit van het arrondissement Mamers en telde 26.097 inwoners in 2020.

## Gemeenten
Het kanton Saint-Calais omvatte tot 2014 de volgende 14 gemeenten:
- Bessé-sur-Braye
- Cogners
- Conflans-sur-Anille
- Écorpain
- Évaillé
- La Chapelle-Huon
- Marolles-lès-Saint-Calais
- Montaillé
- Rahay
- Saint-Calais (hoofdplaats)
- Sainte-Cérotte
- Saint-Gervais-de-Vic
- Sainte-Osmane
- Vancé

Bij de herindeling van de kantons door het decreet van 24 februari 2014, met uitwerking op 22 maart 2015, werden daar de 23 gemeenten van de opgeheven kantons Bouloire, Montmirail en Vibraye aan toegevoegd, namelijk :
- Berfay
- Bouloire
- Champrond
- Coudrecieux
- Courgenard
- Dollon
- Gréez-sur-Roc
- Lamnay
- Lavaré
- Maisoncelles
- Melleray
- Montmirail
- Saint-Jean-des-Échelles
- Saint-Maixent
- Saint-Mars-de-Locquenay
- Saint-Michel-de-Chavaignes
- Saint-Ulphace
- Semur-en-Vallon
- Thorigné-sur-Dué
- Tresson
- Valennes
- Vibraye
- Volnay

Op 1 januari 2019 werden de gemeenten Évaillé en Sainte-Osmane samengevoegd tot de fusiegemeente (commune nouvelle) Val-d'Étangson.